# Winter X Games XIX
I Winter X Games XX sono stati la diciannovesima edizione della manifestazione organizzata dalla ESPN, si sono svolti dal 21 al 25 gennaio 2015 ad Aspen, negli Stati Uniti d'America.

## Risultati

### Snowboard
| Evento | Evento                   | Oro                | Argento           | Bronzo              |
| Uomini | Slopestyle               | Mark McMorris      | Ståle Sandbech    | Sven Thorgren       |
| Uomini | SuperPipe                | Danny Davis        | Taku Hiraoka      | Jurij Podladčikov   |
| Uomini | Big Air                  | Mark McMorris      | Max Parrot        | Yūki Kadono         |
| Uomini | Snowboard cross          | Kevin Hill         | Omar Visintin     | Nate Holland        |
| Uomini | Snowboard cross Adaptive | Keith Gabel        | Carl Murphy       | Alex Massie         |
| Donne  | Slopestyle               | Silje Norendal     | Jamie Anderson    | Christy Prior       |
| Donne  | SuperPipe                | Chloe Kim          | Kelly Clark       | Torah Bright        |
| Donne  | Snowboard cross          | Lindsey Jacobellis | Dominique Maltais | Nelly Moenne-Loccoz |

### Freestyle
| Evento | Evento     | Oro                | Argento          | Bronzo          |
| Uomini | Slopestyle | Nick Goepper       | Joss Christensen | Alex Bellemare  |
| Uomini | SuperPipe  | Simon d'Artois     | Kevin Rolland    | Alex Ferreira   |
| Uomini | Big Air    | Vincent Gagnier    | Bobby Brown      | Elias Ambühl    |
| Uomini | Mono sci   | Chris Devlin-Young | Brandon Adam     | Ravi Drugan     |
| Donne  | Slopestyle | Emma Dahlström     | Keri Herman      | Dara Howell     |
| Donne  | SuperPipe  | Maddie Bowman      | Ayana Onozuka    | Brita Sigourney |

### Motoslitta
| Evento            | Oro            | Argento       | Bronzo       |
| Speed & Style     | Colten Moore   | Joe Parsons   | Cory Davis   |
| Long Jump         | Heath Frisby   | Cory Davis    | Colten Moore |
| SnoCross Adaptive | Garrett Godwin | Doug Henry    | Jim Wazny    |
| SnoCross          | Tucker Hibbert | Kody Kamm     | Ross Martin  |
| HillCross         | Ryan Simons    | Justin Thomas | Nathan Titus |

## Medagliere
| Pos.   | Paese         | Oro | Argento | Bronzo | Totale |
| ------ | ------------- | --- | ------- | ------ | ------ |
| 1      | Stati Uniti   | 11  | 11      | 9      | 31     |
| 2      | Canada        | 6   | 2       | 3      | 11     |
| 3      | Norvegia      | 1   | 1       | 0      | 2      |
| 4      | Svezia        | 1   | 0       | 1      | 2      |
| 5      | Giappone      | 0   | 2       | 1      | 3      |
| 6      | Francia       | 0   | 1       | 1      | 2      |
| 6      | Nuova Zelanda | 0   | 1       | 1      | 2      |
| 8      | Italia        | 0   | 1       | 0      | 1      |
| 9      | Svizzera      | 0   | 0       | 2      | 2      |
| 10     | Australia     | 0   | 0       | 1      | 1      |
| Totale | Totale        | 19  | 19      | 19     | 57     |